# Liste der Monuments historiques in Sennecey-lès-Dijon
Die Liste der Monuments historiques in Sennecey-lès-Dijon führt die Monuments historiques in der französischen Gemeinde Sennecey-lès-Dijon auf.

## Liste der Immobilien
| Bezeichnung      | Beschreibung                                                         | Standort                 | Kennzeichnung | Schutzstatus | Datum | Bild |
| ---------------- | -------------------------------------------------------------------- | ------------------------ | ------------- | ------------ | ----- | ---- |
| Fort de Sennecey | auch Fort Junot; 1876 als Teil des Système Séré de Rivières angelegt | südlich des Ortes (Lage) | PA21000047    | Inscrit      | 2007  |      |

## Liste der Objekte
| Bezeichnung                 | Beschreibung | Standort                        | Kennzeichnung | Schutzstatus   | Datum     | Bild |
| --------------------------- | --- | ------------------------------- | ------------- | -------------- | --------- | ---- |
| Heiliger-Mauritius-Fenster  | Buntglas, erste Hälfte des 16. Jahrhunderts, zwischen 1815 und 1830 neugefasst und durch neue Lanzettfenster ergänzt | in der Kirche St-Maurice (Lage) | PM21002240    | Classé Inscrit | 1966 1975 |      |
| Gemälde Madonna mit Kind    | Ölfarbe auf Leinwand, 17. Jahrhundert                                                                                | in der Kirche St-Maurice (Lage) | PM21002241    | Classé         | 1966      |      |
| Skulptur Madonna mit Kind   | Kalkstein, farbig gefasst, erste Hälfte des 15. Jahrhunderts                                                         | in der Kirche St-Maurice (Lage) | PM21002242    | Classé         | 1974      |      |
| Skulptur Heiliger Sebastian | Holz, farbig gefasst, 16. Jahrhundert                                                                                | in der Kirche St-Maurice (Lage) | PM21003568    | Inscrit        | 1975      |      |
| Dekor des Chorraums         | mit zwei Skulpturen: Heiliger Mauritius und Madonna mit Kind; Stuck, Holz, farbig gefasst, Ende des 17. Jahrhunderts | in der Kirche St-Maurice (Lage) | PM21003569    | Inscrit        | 1975      |      |